# Meionecroscia biroi
Meionecroscia biroi är en insektsart som beskrevs av Ludwig Redtenbacher 1908. Meionecroscia biroi ingår i släktet Meionecroscia och familjen Diapheromeridae. Inga underarter finns listade i Catalogue of Life.